# Woodside (Kalifornia)
Woodside – miasto w hrabstwie San Mateo, w Kalifornii, w Stanach Zjednoczonych, położone na półwyspie San Francisco, ok. 40 km na południowy wschód od miasta San Francisco. W 2010 roku miasto liczyło 5287 mieszkańców.